# Chester (Iowa)
Chester es una ciudad situada en el condado de Howard, en el estado de Iowa, Estados Unidos. Según el censo de 2010 tenía una población de 127 habitantes.

## Geografía
Según la Oficina del Censo de los Estados Unidos, la localidad tiene un área total de 3,47 km², la totalidad de los cuales 3,47 km² corresponden a tierra firme.

## Demografía
Según el censo de 2010, había 127 personas residiendo en la localidad. La densidad de población era de 36,6 hab./km². Había 77 viviendas con una densidad media de 22,19 viviendas/km². El 99,21% de los habitantes eran blancos y el 0,79% amerindios. El 0,79% de la población eran hispanos o latinos de cualquier raza.